# 史学雑誌
『史学雑誌』（しがくざっし）は、史学会が発行する歴史学の月刊学術雑誌。日本の歴史学研究において最も権威ある雑誌の1つ。

## 創刊までの経緯
1889年（明治22年）12月15日に、史学会により第1号発刊。史学会は、『史学会雑誌』発刊直前の1889年11月、帝国大学国史科開設にともない創設されていた。史学会創設にあたっては、文科大学の招聘により来日した、レオポルト・フォン・ランケの弟子であるルートヴィヒ・リースの指導があった。1892年（明治25年）、『史学会雑誌』は『史学雑誌』に改名された。

### 年表
- 1886年
  - 3月 - 帝国大学令公布にともない、帝国大学のなかに文科大学（現在の東京大学大学院人文社会系研究科・文学部）がおかれる
- 1887年
  - 2月 - ルートヴィヒ・リースが文科大学の招聘により来日
  - 9月 - 文科大学に史学科が創設される。いわゆる西洋史が主内容
- 1888年
  - 10月 - 修史事業が内閣から帝国大学に移管
- 1889年
  - 6月 - 文科大学に国史科が創設される。自国の歴史研究体制がアカデミズムのなかにはじめて明確な位置を得る
  - 11月 - リースの指導で史学会が創設される。初代会長は重野安繹
  - 12月15日 - 『史学会雑誌』第1号発刊
- 1892年
  - 12月 - 『史学会雑誌』を『史学雑誌』に改名

## 特徴
この雑誌において特筆すべきは、毎年の第5号に掲載される「回顧と展望」である。そこでは前年に発表された研究の中から、各時代・地域・国ごとに特筆に値するものを執筆者が選び批評を行っており、国内のみならず、海外での研究も含めた動向を知る事ができる。「回顧と展望」を調べることによって、現在までの大まかな研究の流れを把握することができるため、史学史においても価値があるといえよう。